# Xã Josie, Quận Holt, Nebraska
Xã Josie (tiếng Anh: Josie Township) là một xã thuộc quận Holt, tiểu bang Nebraska, Hoa Kỳ. Năm 2010, dân số của xã này là 16 người.